# Skuggkejsarfoting
Skuggkejsarfoting (Megaphyllum sjaelandicum) är en mångfotingart som först beskrevs av Frederik Vilhelm August Meinert 1868.  Skuggkejsarfoting ingår i släktet Megaphyllum och familjen kejsardubbelfotingar. Enligt den svenska rödlistan är arten akut hotad i Sverige. Arten förekommer i Götaland. Artens livsmiljö är skogslandskap. Inga underarter finns listade i Catalogue of Life.